# Тищенко, Николай Афанасьевич (онколог)
Николай Афанасьевич Тищенко (24 февраля 1925 ― 8 января 1996) ― советский и белорусский учёный, онколог, доктор медицинских наук, профессор.

## Биография
Николай Афанасьевич Тищенко родился 24 февраля 1925 года в селе Чернотичи, ныне — Сосницкого района Черниговской области, Украина. С 1942 года, в годы Великой Отечественной войны, стал работать на металлургических заводах Ворошиловграда и Челябинска. Трудился до 1945 года. После войны поступил обучаться в Одесский медицинский институт, который успешно окончил в 1952 году.
С 1953 по 1955 годы трудился врачом в Могилёвском областном онкологическом диспансере. Позже был назначен главным врачом этого медицинского учреждения. С 1956 по 1958 годы учился в аспирантуре отделения онкологии Ленинградского института усовершенствования врачей. С 1958 по 1959 годы работал на должности врача в хирургическом отделении 3-й городской клинической больницы города Минска. В 1959 году успешно защитил диссертацию на соискание степени кандидата медицинских наук. Тема его исследования: «Радикальное хирургическое удаление регионарных лимфатических узлов при раке нижней губы».
С 1959 по 1960 годы работал ассистентом кафедры хирургии Белорусского института усовершенствования врачей, а в 1960 году перешёл на работу ассистентом кафедры онкологии. С 1968 по 1973 годы работал доцентом этой кафедры, с 1973 года — профессор. В 1970 году по теме исследования: «Материалы для анатомии и клиники панкреатодуоденального русла», защитил диссертацию на соискание степени доктор медицинских наук. С 1982 по 1991 годы работал в должности заведующего кафедрой онкологии и медицинской радиологии, а с 1992 года профессором.
Проживал в городе Минске. Умер 8 января 1996 года. Похоронен на Северном кладбище.

## Научная деятельность
Его работы в науке связаны с диагностикой и лечением опухолей желудочно-кишечного тракта, поджелудочной железы, желчевыводящих путей. Является автором разработки метод арадикальной хирургии метастазов рака шеи. Ему принадлежат 112 научных работ, две монографии и четырёх нововведения. Является соавтоом патента «Способ пластики бескостных дефектов покровных тканей черепа».
- Клиника и дифференциальная диагностика механической желтухи. — Минск: Беларусь , 1973;
- Реабилитация радикально прооперированных больных с опухолями толстой кишки.

## Награды
Заслуги отмечены медалями:
- Медаль «В ознаменование 100-летия со дня рождения Владимира Ильича Ленина».
- значок «Отличник здравоохранения» (1978 г.),
- нагрудный знак имени М. И. Пирогова,
- Грамота Верховного Совета Республики Беларусь (1994),
- дипломы Минздрава БССР и администрации Белорусского института усовершенствования врачей.